# Nybergstjärnen, Dalarna
Nybergstjärnen är en sjö i Vansbro kommun i Dalarna och ingår i Dalälvens huvudavrinningsområde.